# Дон Гоу
Дон Гоу (англ. Don Howe, нар. 12 жовтня 1935, Вулвергемптон — пом. 23 грудня 2015) — англійський футболіст, захисник. По завершенні ігрової кар'єри — футбольний тренер.

## Клубна кар'єра
У дорослому футболі дебютував 1952 року виступами за «Вест-Бромвіч Альбіон», в якому провів дванадцять сезонів, взявши участь у 342 матчах чемпіонату. Більшість часу, проведеного у складі «Вест-Бромвіч Альбіона», був основним гравцем захисту команди.
1964 року перейшов до «Арсеналу», за який відіграв 2 сезони. Граючи у складі лондонських «канонірів» також здебільшого виходив на поле в основному складі команди. Завершив професійну кар'єру футболіста виступами за команду «Арсенал» Лондон 1966 року у віці 31 року через травму.

## Виступи за збірну
19 жовтня 1957 року дебютував в офіційних матчах у складі національної збірної Англії в грі Домашнього чемпіонату Великої Британії проти збірної Уельсу, який завершився перемогою англійців з рахунком 4-0.
У складі збірної був учасником чемпіонату світу 1958 року у Швеції та чемпіонату світу 1962 року у Чилі.
Протягом кар'єри у національній команді, яка тривала усього 3 роки, провів у формі головної команди країни 23 матчі.

## Кар'єра тренера
Розпочав тренерську кар'єру, повернувшись до футболу після невеликої перерви, 1971 року, очоливши тренерський штаб клубу «Вест-Бромвіч Альбіон».
Надалі очолював «Галатасарай», «Арсенал» та «Квінс Парк Рейнджерс».
Останнім місцем тренерської роботи був «Ковентрі Сіті», який Дон Гоу очолював як виконувач обов'язків головного тренера 1992 року.

## Смерть
Помер 23 грудня 2015 року на 81 році життя.